# Claudiu Keșerü
Claudiu Andrei Keșerü (n. 2 decembrie 1986, Oradea, România) este un fotbalist român, care joacă pe post de atacant la Cerno More Varna în A PFG. Pe plan internațional, are prezențe la națională pentru România Sub-21 și România.

## Carieră
Un produs al academiei clubului FC Bihor Oradea, Claudiu Keșerü a petrecut un sezon la club, jucând 15 meciuri și marcând 3 goluri în Liga a II-a.

### Nantes
În 2003, el a fost achiziționat de clubul FC Nantes din Franța. Inițial a fost inclus în echipa secundă a clubului, iar apoi a fost promovat la prima echipă și în 2004 a debutat în Ligue 1. Per total, Keșerü a jucat la Nantes 4 sezoane, marcând 11 goluri în 81 de meciuri. În 2007 el a retrogrdat cu clubul în Ligue 2, reușind să promoveze înapoi în sezonul imediat următor.

#### Împrumuturi
În 2008 Keșerü a fost împrumutat de Nantes echipei din Ligue 2 – FC Libourne Saint Seurin. La Libourne, deși a fost utilizat mai mult ca rezervă, el a marcat 11 goluri în 17 meciuri. După un sezon, a revenit înapoi la Nantes, dar a fost imediat împrumutat la o altă echipă din Ligue 2  – Tours FC, unde a marcat 7 goluri în 12 meciuri.

### Angers
În 2010 Keșerü a fost împrumutat de Nantes la clubul din Ligue 2 – Angers SCO. În primul sezon petrecut aici, el a marcat 4 goluri în 14 meciuri. La finele sezonului 2010-2011 a fost cumpărat definitiv de Angers de la Nantes și a jucat la club până în 2013, fiind titular. În acest răstimp Keșerü a marcat pentru Angers 33 de goluri în 100 de meciuri.

### Bastia
Dorit de cluburi ca Steaua București și Olympiacos Pireu, Keșerü a decis să rămână în Franța și a semnat un contract cu echipa din Ligue 1 – SC Bastia. Pe 31 august 2013 el a marcat primul său gol pentru Bastia, într-o victorie cu 2-1 în fața lui Toulouse. Cu Bastia Claudiu a jucat 16 meciuri în Ligue 1, după care a părăsit clubul în iarna anului 2014.

### Steaua
La începutul lui ianuarie 2014 Claudiu Keșerü s-a transferat la Steaua București. A debutat la Steaua pe 14 februarie 2014, în meciul Steaua 4-0 Concordia Chiajna. În returul sezonului 2013-2014 acesta a jucat 17 meciuri pentru Steaua, marcând 8 goluri în campionat, și alte 2 meciuri și un gol în Cupa României 2013-2014. Câștigă campionatul cu Steaua și debutează în UEFA Champions League în turul 3 preliminar, în meciul cu FC Aktobe, reușind să marcheze un gol pentru a stabili scorul de 2-2. La data de 15 august 2014, Claudiu Keșerü reușește să marcheze 6 goluri într-un meci cu Pandurii Târgu Jiu, stabilind scorul de 6–0 pe tabelă. Cu cele șase goluri marcate în poarta pandurilor, Claudiu Keșeru a egalat un record al Ligii I vechi de 21 de ani, ultimul jucător care mai reușise această performanță fiind Marian Popa, pentru Farul Constanța, care a marcat șase goluri în poarta celor de la Oțelul Galați în 1993, într-o partidă terminată cu scorul de 6-3.
În iulie 2014 s-a aflat că Keșeru are stabilite în contract câteva clauze de comun acord cu clubul. Astfel, el urmează să primească un bonus 2.000 de euro pentru fiecare meci în care joacă mai mult de 30 de minute; pentru un gol marcat în Liga I primește un bonus de 1.000 de euro, iar pentru un gol în Europa – 2.000 de euro bonus. Salariul său net fiind de 22.000 de euro pe lună.
Pe 18 septembrie 2014, într-un meci din prima etapă a fazei grupelor UEFA Europa League 2014-2015 contra echipei daneze Aalborg BK, câștigat cu 6–0, Claudiu Keșerü a marcat trei goluri într-un interval de doar 12 minute, între min. 61' și 72', acesta fiind cel mai rapid hat-trick din istoria competiției.

### Al-Gharafa
În februarie 2015 Claudiu Keșerü s-a transferat de la Steaua la clubul Al-Gharafa din Qatar, contra unei sume de 2,4 milioane de euro.

### Ludogoreț Razgrad
În august 2015 Keșerü a semnat un contract pe trei ani cu formația bulgară Ludogoreț Razgrad, urmând să aibă un salariu anual de €700.000. A debutat în campionatul bulgar în meciul contra lui Lokomotiv Plovdiv, câștigat cu 1-0. Primele două goluri pentru Ludogoreț le-a înscris în victoria în deplasare, 3-0 cu Pirin Blagoevgrad în 21 august 2015. În ziua în care a împlinit 29 de ani, a înscris în minutul 29 unicul gol al meciului câștigat cu 1-0 cu Botev Plovdiv, meci care a adus echipa sa pe locul 1.

## Palmares

### Club
Steaua București
- Liga I: 2013-2014, 2014-2015
- Cupa României: 2014-2015
- Cupa Ligii: 2014–2015

Ludogorets Razgrad
- Prima Ligă Bulgară: 2015-2016

Nantes
- Coupe de la Ligue

Finalist: 2003–2004

### Individual
- UNFP Ligue 2 — Echipa Sezonului: 2012–13

## Goluri internaționale
La 8 octombrie 2016.
| #  | Data              | Stadion                                              | Adversar       | Scor | Rezultat | Competiție                       |
| -- | ----------------- | ---------------------------------------------------- | -------------- | ---- | -------- | -------------------------------- |
| 1  | 10 octombrie 2013 | Estadi Comunal d'Aixovall, Andorra la Vella, Andorra | Andorra        | 1–0  | 4–0      | Preliminariile CMF FIFA 2014     |
| 2  | 18 noiembrie 2014 | Arena Națională, București, România                  | Danemarca      | 1–0  | 2–0      | Meci amical                      |
| 3  | 18 noiembrie 2014 | Arena Națională, București, România                  | Danemarca      | 2–0  | 2–0      | Meci amical                      |
| 4. | 29 martie 2015    | Stadionul Ilie Oană, Ploiești, România               | Insulele Feroe | 1–0  | 1–0      | Preliminariile CE 2016 – Grupa F |
| 5. | 3 iunie 2016      | Arena Națională, București, România                  | Georgia        | 5–1  | 5–1      | Meci amical                      |